# 山野瞭
山野　瞭（やまのりょう、1990年9月1日 - ）は、大阪府出身のサッカー選手、フットサル選手。ポジションはサッカーはMF、フットサルではアラ。

## 経歴
大阪府大阪市出身。
大阪市立加美南中学校、帝京第三高等学校にてサッカー部に所属。大阪国際大学ではサッカー部に所属せず、遊び感覚でフットサルを始める。
大学2年生の時にアマチュアのフットサルチームを立ち上げる。※FC山長
その後、関西フットサルリーグに所属するミキハウスフットサルクラブやSWH Futsal Clubにてプレー。
SWH Futsal Clubでは関西フットサルリーグ2連覇、同時期に行われた全国選抜フットサル選手権大会にて兵庫県選抜として日本一になる。
その活躍が買われ2020年シーズンにデウソン神戸に加入。
3シーズンに渡り、チームの主力として活躍。
2023シーズンより東北唯一のヴォスクオーレ仙台に移籍。
豊富な運動量と左右両足から繰り出されるシュートが特徴。

## 所属クラブ
ユース経歴
- 白鷺SC
- 大阪SS平野
- 帝京第三高等学校
- 大阪国際大学

フットサル歴
- 2020年 - 2023年 デウソン神戸
- 2023年 - ヴォスクオーレ仙台

## 選抜歴
- 2018年 兵庫県選抜
- 2019年 兵庫県選抜

## タイトル
- 2018年 - 第34回全国選抜フットサル大会優勝[1]